# Epione vespertaria
Epione vespertaria là một loài bướm đêm thuộc họ Geometridae. Loài này có thể tìm thấy ở từ tây nam châu Âu đến sông Amur.
Sải cánh từ 25–30 mm. Chiều dài cánh trước từ 13–16 mm. Con bướm bay trong một thế hệ từ tháng 6 đến tháng 9 trong một thế hệ.
Ấu trùng ăn Betula, Corylus avellana, Populus tremula và Salix. Ấu trùng có thể tìm thấy từ tháng 5 đến tháng 6. Chúng qua mùa đông dưới dạng trứng.

## Các phụ loài
- Epione vespertaria vespertaria
- Epione vespertaria amura Wehrli, 1940

## Hình ảnh

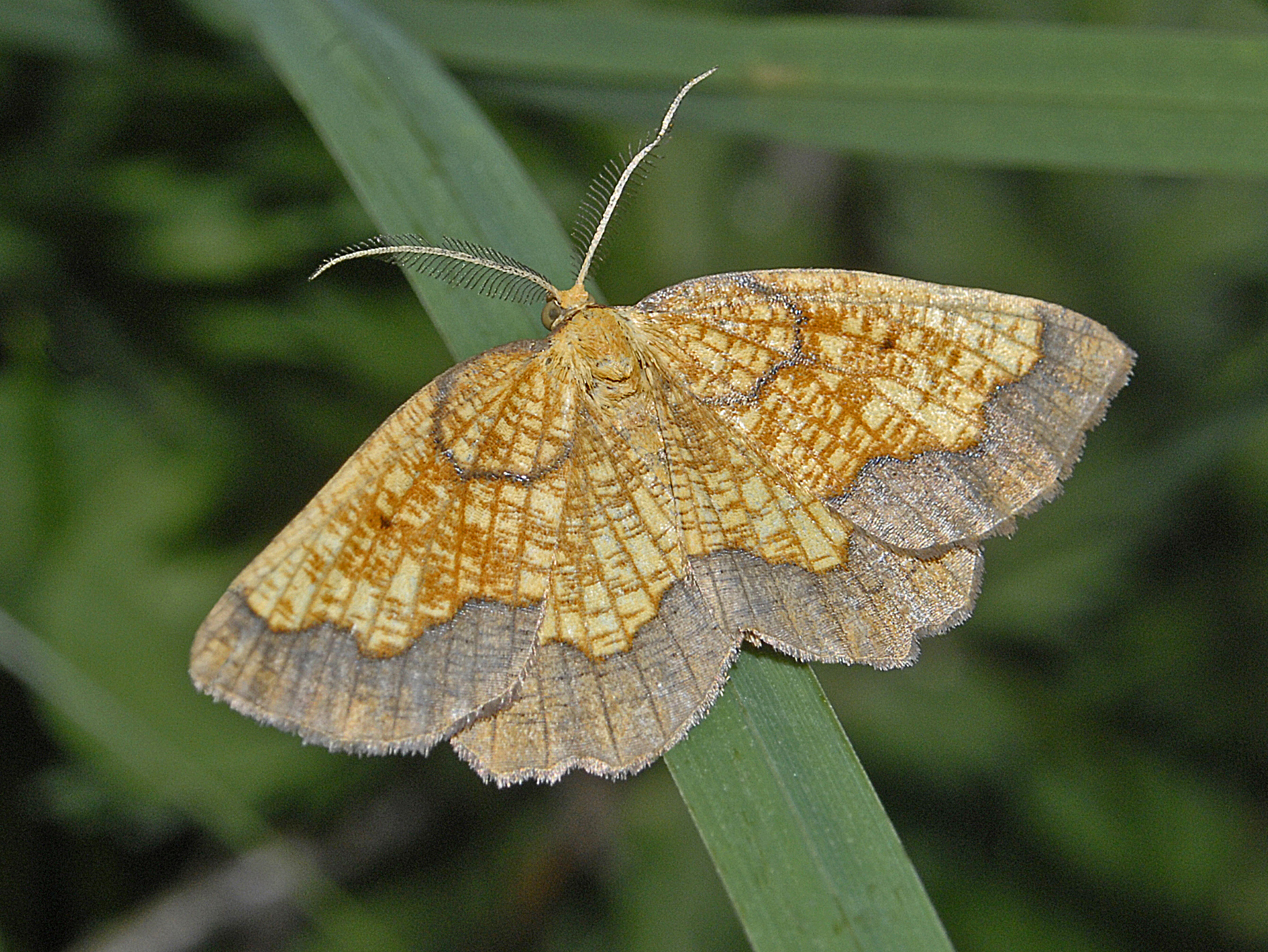
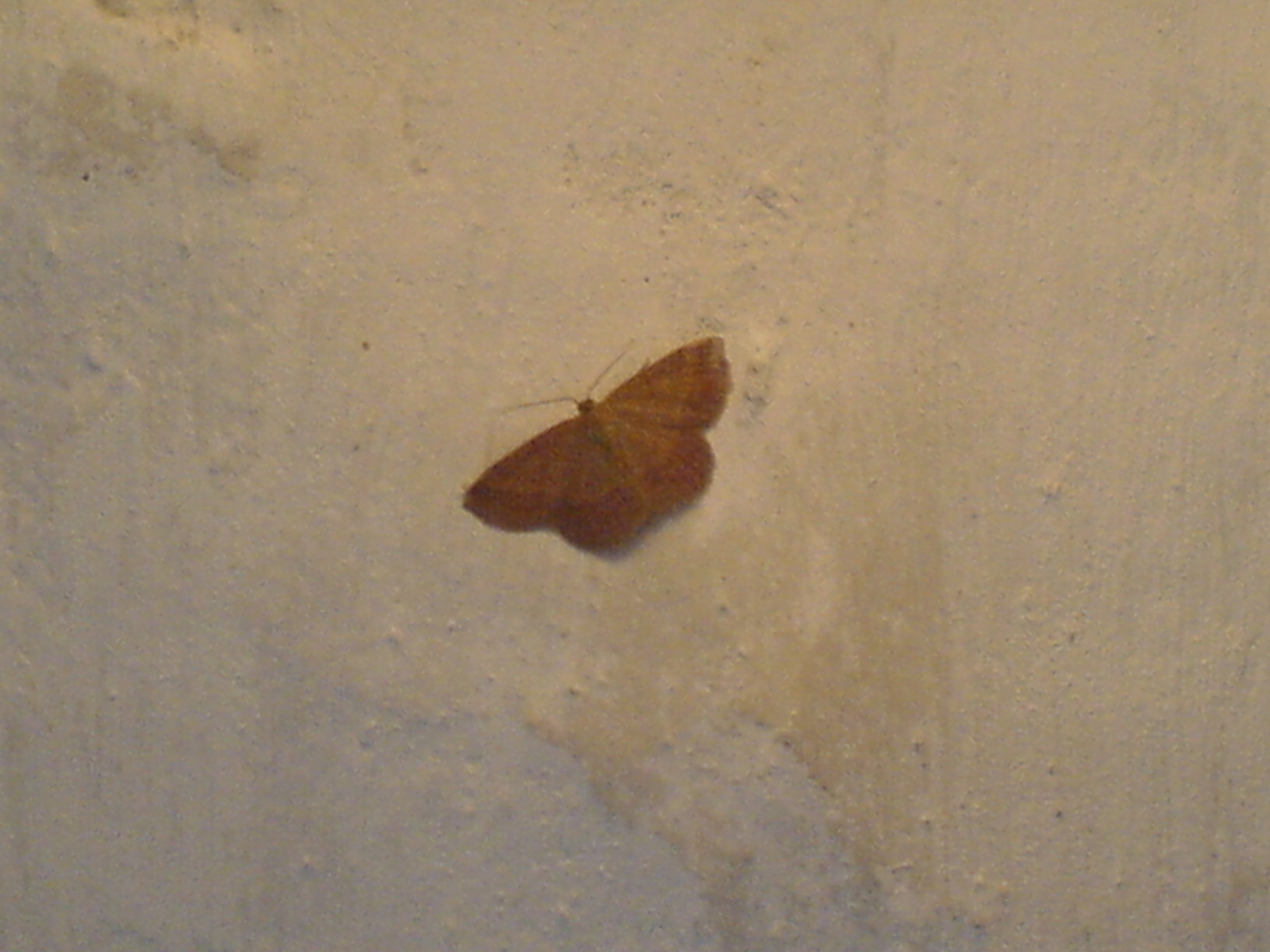
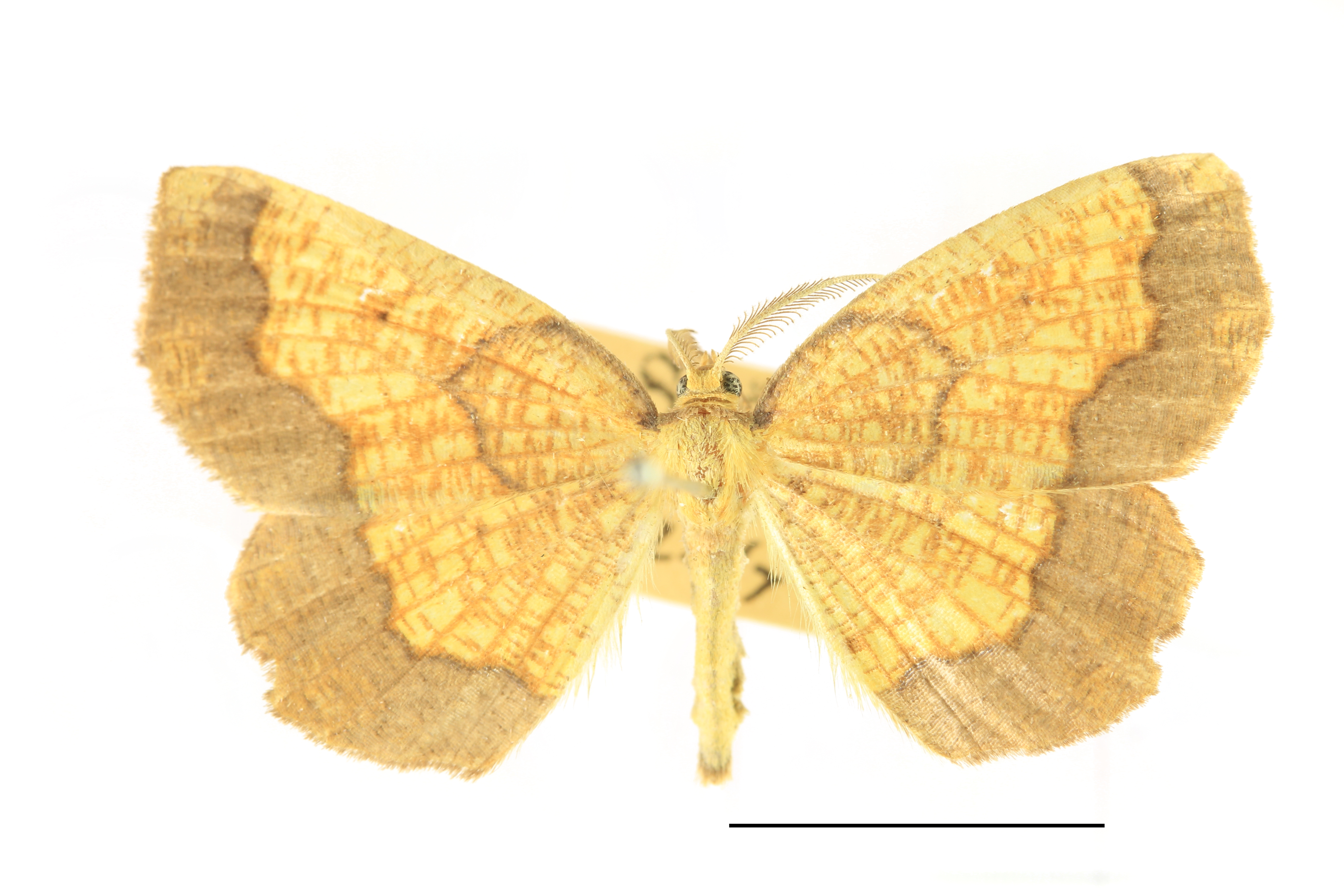
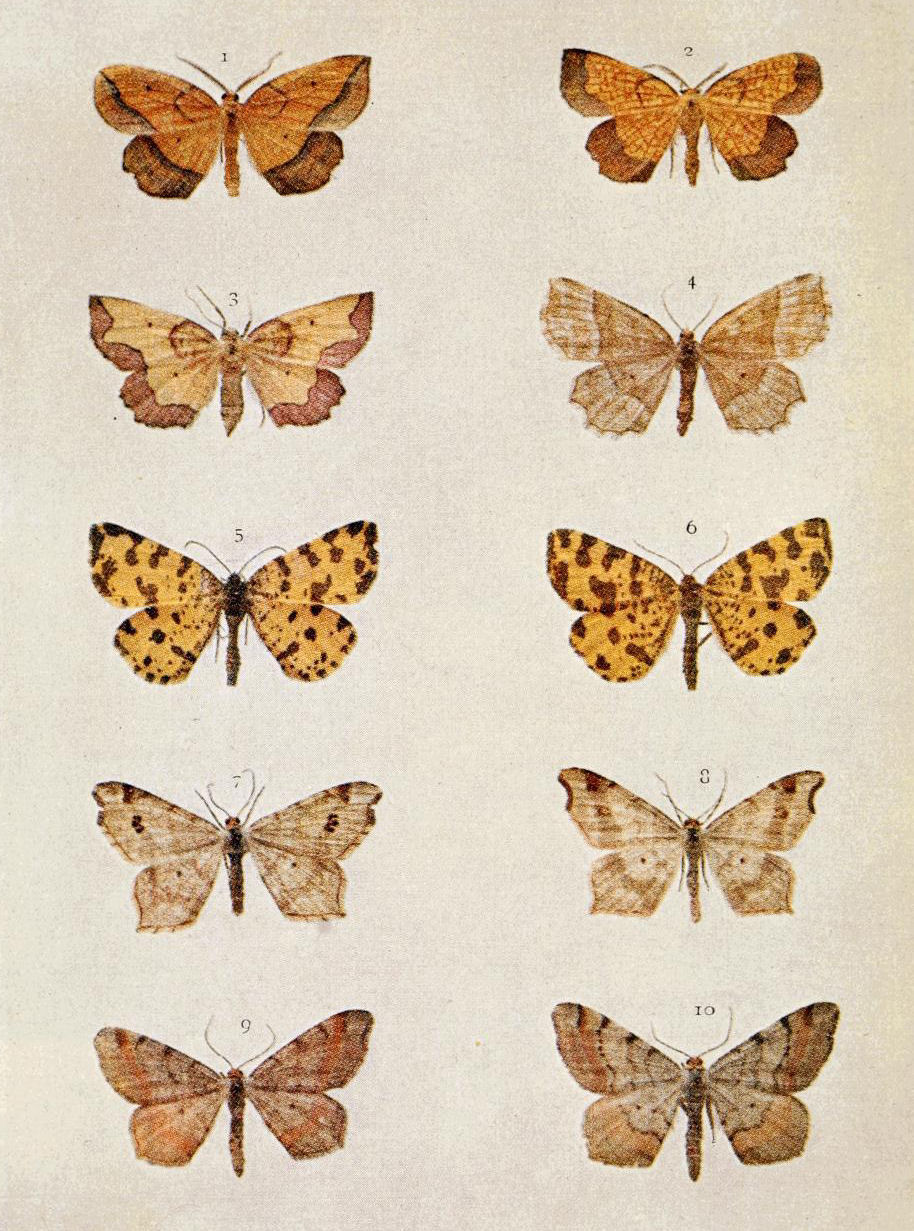